# Kaupangers stavkyrka
Kaupangers stavkyrka är en stavkyrka i Kaupanger i Sogndals kommun i Vestland  fylke i Norge. Kyrkan tillhör församlingen men förvaltas av 
Fortidsminneforeningen som turistmål. Platsen var tidigare en handelsplats, en kaupang, som nämns i Sverres saga 1183–1184. Det finns spår av två tidigare kyrkor på platsen.

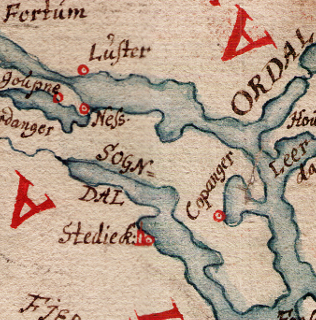
Kaupangers stavkyrka på en karta från 1610.

Det finns få belägg för kyrkans existens innan början av 1600-talet och dess ålder har varit omstridd. Man har dock  hittat ett mynt från 1130 under kyrkan samt ett tusental mynt från  perioden 1177–1319 i närheten. Trä från stavkyrkan har daterats till år 1137.
På Universitetsmuseet i Bergen finns ett antemensale i ek från Kaupanger med målningar av olika helgons liv, som har daterats till andra hälften av  1200-talet. Delar av altaret samt två drakhuvuden finns också på museet.
Kyrkan har byggts om och utvidgats flera gånger. Altartavla, predikstol och dopfunt är från början av 1600-talet. De totalt 22 stolparna är odekorerade och på väggarna finns rester av målade dekorationer.

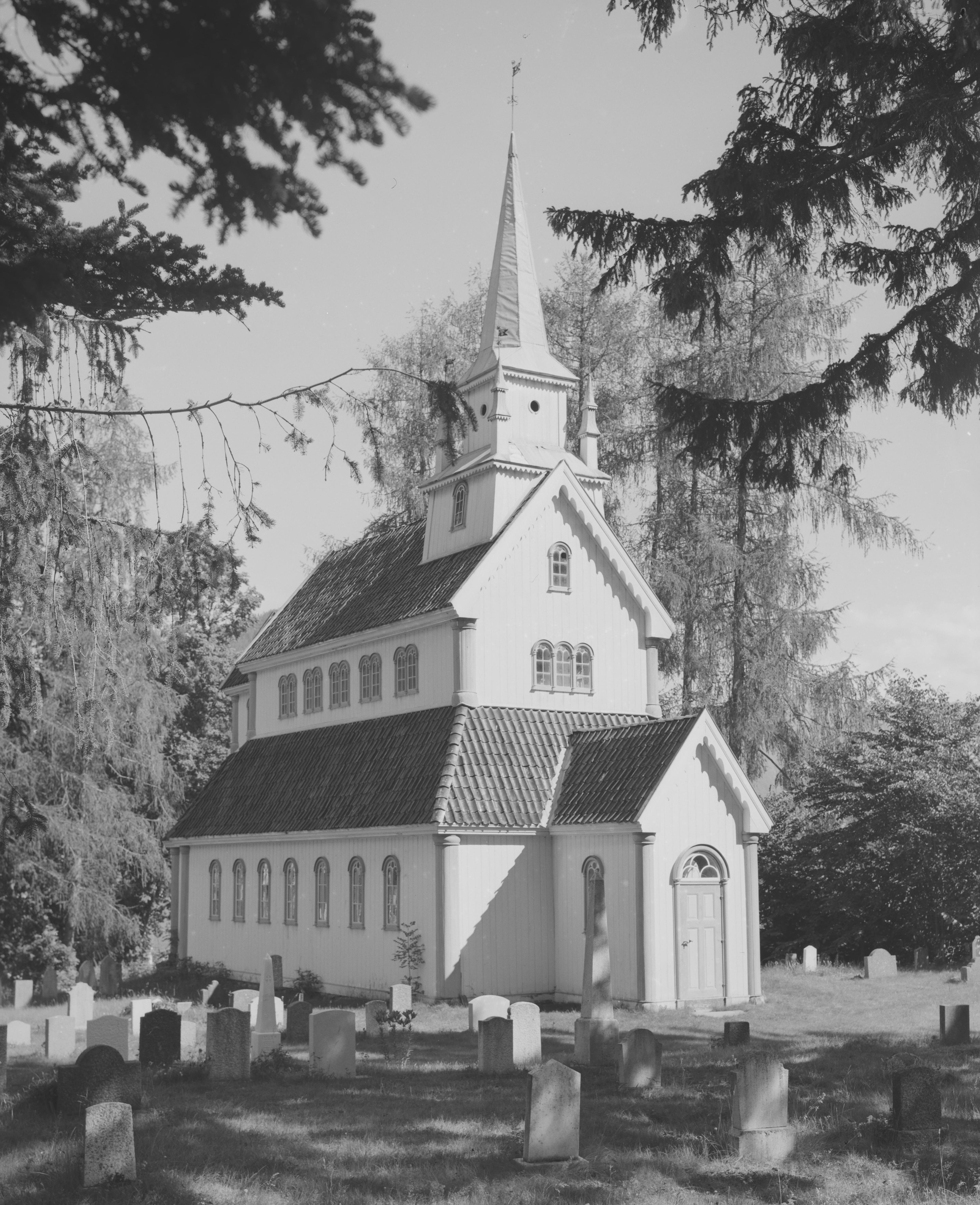
Kaupangers stavkyrka efter renoveringen 1862.

Kyrkan återfördes till 1600-talets utseende vid en renovering mellan 1959 och 1965 och arkeologiska utgrävningar gjordes i området. Den omges av en kyrkogård.